# صالح الصومالي
صالح الصومالي أو عبد الرزاق عبدي صالح، كان قائد العمليات الخارجية في تنظيم القاعدة، قُتِلَ في هجوم صاروخي أمريكي من طائرة بدون طيار في 8 ديسمبر 2009 بالقرب من المناطق القبلية الخاضعة للإدارة الاتحادية في باكستان.
أُعلن عن مقتله بعد ثلاثة أيام، ففي 11 ديسمبر 2009 ذكرت إيه بي سي نيوز عن مسؤول أمني أنه قد قُتل في الهجوم.